# ليزا وينغر
ليزا وينغر (و. 1858 – 1941 م) هي رسامة، وكاتِبة سويسرية، ولدت في برن، توفيت عن عمر يناهز 83 عاماً.